# Novoihorivka, Ustînivka
Novoihorivka (în ucraineană Новоігорівка) este localitatea de reședință a comunei Dîmîtrove din raionul Ustînivka, regiunea Kirovohrad, Ucraina.

## Demografie
Componența lingvistică a localității Novoihorivka
     Ucraineană (96,29%)
     Rusă (3,04%)
     Alte limbi (0,59%)
Conform recensământului din 2001, majoritatea populației localității Novoihorivka era vorbitoare de ucraineană (96,29%), existând în minoritate și vorbitori de rusă (3,04%).